# Aurelianus
Lucius Domitius Aurelianus (9. září 214 v Moesii nebo v Panonii – 275 poblíž Byzantia), známý také jako Aurelián, byl římským císařem v letech 270 až 275. Třebaže náležel k neblaze proslulým vojenským císařům, jeho panování se ukázalo být pro římskou říši požehnáním, neboť se po několika desetiletích pohrom podařilo obnovit někdejší moc impéria. Během jeho vlády byla říše znovu sjednocena poté, co v průběhu předchozích patnácti let nepřetržitých válek a povstání ztratila kontrolu nad Galií, Británií, Egyptem, Sýrií a částí Malé Asie. Aurelianus přemohl Palmýrské království na východě, stejně jako Galské císařství na západě a odrazil nebezpečné vpády barbarů, čímž výrazně přispěl k ukončení krize třetího století.

## Vzestup k císařské hodnosti
Aurelianus se narodil v nepříliš významné rodině v Horní Moesii, případně ve městě Sirmium v Panonii. Jeho otec byl pachtýřem senátora jménem Aurelius. O Aurelianově dětství a dospívání toho není mnoho známo. Jisté je, že již v poměrně mladém věku vstoupil do armády, v níž se vypracoval od nejnižších hodností až k velitelským funkcím. Po zavraždění císaře Galliena (na jehož smrti se měl Aurelianus podle některých pramenů podílet) se v roce 268 ujal vlády Claudius II., jenž podobně jako Aurelianus pocházel z podunajských provincií. Nový císař povýšil Aureliana na velitele jízdy (dux equitum), a učinil tak z něho svoji pravou ruku. V této hodnosti se Aurelianus výrazně přičinil o vítězství římského jezdectva nad obávanou gótskou jízdou v bitvě u Naissu v létě roku 269. Tato porážka nepřítele, který byl považován za nejnebezpečnějšího soupeře římského státu od dob Hannibala, měla zásadní dopad na zlepšení obrany římského území na Balkáně.
Když po dvou letech panování Claudius zemřel na mor, chopil se vlády s podporou senátu jeho bratr Quintillus. Avšak záhy nastala událost typická pro vývoj ve 3. století: armáda odmítla uznat nového císaře, načež dala raději přednost jednomu ze svých velitelů. V září roku 270 byl Aurelianus provolán legiemi v Sirmiu císařem, načež vytáhl na Řím a Quintilla porazil. Quintullus poté spáchal sebevraždu a Aurelianus byl uznán za císaře i senátem. Tvrzení, že Aureliana vybral za svého nástupce na smrtelné posteli sám Claudius, lze odmítnout jako pouhou propagandu. Zřejmě od roku 272 kladl Aurelianus počátek své vlády (dies imperii) do dne Claudiovy smrti. Quintillus tím byl v podstatě nepřímo označován za uzurpátora. Když si takto zajistil vládu, obrátil Aurelianus svoji pozornost k řešení nejvážnějších soudobých problémů římské říše – k získání kontroly nad většinou území ztraceného v uplynulých dvou desetiletích a k vnitřním reformám.

## Dobyvatel a reformátor
V roce 248 oslavil císař Philippus velkými a nákladnými hrami tisíc let existence města Říma, díky čemuž nabyli obyvatelé říše přesvědčení o vlastní nepřemožitelnosti. Nicméně v dalších letech museli Římané čelit obrovskému náporu vnějších nepřátel, a to právě v době, kdy říši ohrožovaly nebezpečné občanské války. Vyskytla se celá řada uzurpátorů, kteří svými vzpourami vážně podkopali sílu římského státu. Rovněž hospodářství říše, zemědělství i obchod, trpělo rozvratem zapříčiněným politickou a vojenskou nestabilitou. Důsledkem vnitřního chaosu byla ponižující porážka a zajetí císaře Valeriana v Edesse v roce 260. Východní provincie říše poté nalezly svého nového protektora v syrském městě Palmýra. Vládci tohoto města sice nejprve zachovávali loajalitu vůči Římu, později však založili vlastní Palmýrskou říši, nezávislý politický útvar, který byl schopen úspěšně bránit východ před útoky perských Sásánovců. Podobně i západní provincie chráněné opevněnou rýnskou hranicí (Limes Romanus) odpadly od Říma, a zformovaly tak druhý nezávislý stát na půdě římského impéria, nazývaný dnes Galské císařství. Římští císaři byli tehdy až přespříliš zaměstnáni vnitřními hrozbami své moci a obranou Itálie a balkánských provincií na to, aby dokázali zasáhnout proti separatistickým tendencím v odlehlejších částech říše. S těmito zděděnými problémy se Aurelianus musel vypořádávat na počátku svého panování.

### Odražení germánských útoků
Prvním činem nového císaře bylo posílení vlastní pozice v jím kontrolovaných územích. Koncem roku 270 se Aurelianus vypravil do severní Itálie proti Vandalům, Juthungům a Sarmatům (Sarmaty jsou v této době myšleni Gótové či jiné germánské kmeny obývající severní Černomoří; Aurelianus se s těmito kmeny za své vlády v roce 270 neutkal), které vypudil za hranice říše. (Proti Vandalům se Aurelianus nevypravil do severní Itálie, ale do Pannonie, kde svůj tábor zřídil v Siscii. Sled událostí byl pravděpodobně následující,: Aurelianus nejprve na podzim roku 270 odrazil vpád Juthungů, kteří pronikali přes Raetii do Itálie, pak se vrátil do Říma, kde strávil zimu 270/271, odtud odešel na počátku jara 271 do Pannonie, kde porazil Vandaly. Poté se hned vrací do severní Itálie, kam přes Raetii vpadli Juthungové s Alamanny… dále viz níže.) Císařova autorita byla však brzy oslabena sérií uzurpací – Septimovou, Urbanovou, Domitianovou (Domitianus nepovstal proti Aurelianovi; jednalo se o uzurpátora v gallo-římském císařství) a povstáním Felicissima. Ti všichni se pokusili využít nejistého postavení říše a zkázonosného vlivu armády na římskou politiku. Jakožto zkušený voják si byl Aurelianus dobře vědom důležitosti přízně vojáků a jeho propaganda, známá hlavně z nálezů jeho mincí, dokazuje, že se obzvlášť silně ucházel o podporu legií.
Hrozba vpádů severních barbarů však nebyla dosud zcela zažehnána. V roce 271 se Alamani vydali na jih do Itálie a po průniku do Pádské nížiny vyplenili mnoho měst. Poté překročili řeku Pád, obsadili Placentii (dnešní Piacenza) a postupovali vstříc městu Fano. Aurelianus, který mezitím v Panonii dohlížel na ústup Vandalů, se rychle vrátil do Itálie, ale jeho vojsko bylo v lednu 271 Alamany překvapeno a rozdrceno poblíž Placentie. Když zpráva o porážce dorazila do Říma, nastalo ve městě veliké zděšení vyvolané vidinou příchodu barbarů. Nicméně Aurelianus urychleně shromáždil své muže, napadl tábor Alamanů na řece Metauru a rozhodně je porazil v bitvě u Fana. Nato se Alamani stáhli zpět za Pád, kde nad nimi císař zvítězil v bitvě u Pavie. Na oslavu těchto vítězství obdržel Aurelianus titul Germanicus Maximus. Existence germánského nebezpečí přesto zůstávala hluboce uložená v myslích Římanů, pročež se Aurelianus rozhodl postavit kolem Říma hradby, jež jsou od těch dob nazývány Aurelianovými. Následně císař odvedl legie zpět na Balkán, kde se na jaře roku 272 vítězně střetl s Góty, které zahnal za Dunaj. V boji zahynul i samotný gótský náčelník Kannabaudes. Aurelianus poté přijal titul Gothicus Maximus, avšak navzdory vítězství nařídil vyklizení provincie Dácie, jelikož byla na severním břehu Dunaje vystavena nepřetržitým útokům barbarů. Její obrana se mu tudíž jevila jako příliš obtížná a nákladná. Současně nechal přesídlit zdejší romanizované obyvatelstvo na jih do Moesie, jejíž západní část byla reorganizována a přejmenována na provincii Dacia ripensis s hlavním městem Serdica (dnešní Sofie).

### Porážka Palmýry

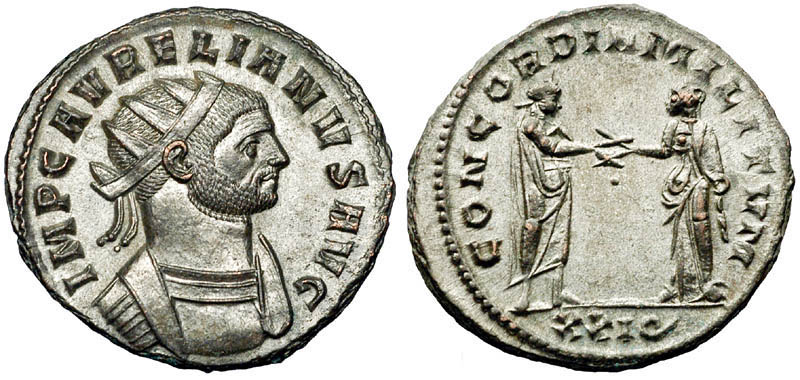
Aurelianus byl zdatným vojevůdcem, jenž si během své vlády snažil udržet věrnost legií. Tato mince obsahuje nápis CONCORDIA MILITVM, což znamená „svornost mezi vojáky“. Paradoxem ovšem zůstává, že Aurelianus byl zavražděn pretoriánskou gardou.

V roce 272 zaměřil Aurelianus svoji pozornost na ztracené východní provincie, kontrolované nyní Palmýrskou říší. Zenobia, vládkyně města Palmýry, si po smrti svého manžela Odaenatha, jenž byl spojencem Římanů, vybudovala na východě vlastní doménu zahrnující Sýrii, Palestinu, Egypt a velkou část Malé Asie. V době, kdy Aurelianus nastoupil na trůn, přijal Zenobiin syn Vaballathus tituly rex a imperator („král“ a „nejvyšší vojenský velitel“). Nicméně Aurelianus neměl v úmyslu smířit se s tímto stavem věcí, nýbrž hodlal proti Palmýře podniknout tažení ihned, jakmile se k němu naskytne příležitost. Malá Asie se poddala římské vládě velice snadno, jelikož většina měst s výjimkou Byzantia a Tyany se Aurelianovi vzdala bez odporu. K pádu Tyany se váže legenda: Aurelianus dosud zničil každé město, které se mu postavilo, avšak Tyanu ušetřil, neboť prý ve snu spatřil velikého filozofa z 1. století Apollónia z Tyany, jehož císař choval v úctě. Apollónios ho prý úpěnlivě prosil slovy: „Aureliáne, toužíš-li po vládě, nebaž po krvi nevinných! Aureliáne, budeš-li dobyvatelem, buď milosrdný!“ Ať už byl pravý důvod jakýkoli, Aurelianus obyvatelům Tyany prominul jejich odboj, což se mu velmi vyplatilo, protože díky jeho umírněnosti mu mnoho východních měst otevřelo své brány.
V téže době se Aurelianovu vojevůdci Probovi vzdal bez boje také Egypt. Po vítězstvích nad Palmyřany u Antiochie a u Emesy dorazilo Aurelianovo vojsko sotva šest měsíců po zahájení tažení k hradbám Palmýry, jež zakrátko kapitulovala. Zenobia se pokusila uprchnout do Persie, byla však Římany chycena a později vedena v ulicích Říma během Aurelianova triumfu. Po menším střetnutí se Sásánovci a po vypuknutí Firmovy vzpoury v Egyptě Palmýra znovu povstala, ovšem už v roce 273 byla po Aurelianově brzkém návratu do Sýrie dobyta. Tentokrát Aurelianus neprojevil takovou smířlivost a povolil svým vojákům město vydrancovat, z kteréžto katastrofy se Palmýra již nikdy nevzpamatovala.

### Dobytí Galského císařství
V roce 274 se vítězný císař obrátil na západ proti Galskému císařství. Aurelianus měl v tomto tažení úspěch spíše díky obratnému využití diplomacie než kvůli uplatnění vojenské síly. Galský císař Tetricus byl ochoten vzdát se trůnu a odevzdat vládu v Galii a Británii Aurelianovi, avšak nemohl tak učinit veřejně. Oba se proto zřejmě tajně smluvili, takže když se jejich vojska setkala na poli poblíž Châlons-en-Champagne, Tetricus jednoduše přeběhl do římského tábora, načež Aurelianus lehce porazil proti němu stojící galské vojsko. Tetricus byl za svoji účast na spiknutí odměněn vysokým státním úřadem v Itálii. Aurelianus se pak vrátil do Říma a získal od senátu svůj poslední čestný titul – Restitutor Orbis („Obnovitel světa“). V čtyřech letech dokázal Aurelianus zabezpečit hranice říše a opět ji sjednotit, čímž římské říši zajistil dalších 200 let existence.

### Správní a náboženské reformy
Aurelianus se projevil rovněž jako významný a schopný reformátor, jenž nově uspořádal fungování státního mechanismu. Jeho reformy se dotýkaly také hospodářských a náboženských záležitostí. Nechal obnovit řadu veřejných budov, reorganizoval systém zásobování, stanovil pevné ceny pro většinu nejdůležitějších obchodních komodit a stíhal zneužití veřejné moci státními úředníky. Aurelianus upevnil postavení slunečního boha Sola, z něhož učinil hlavní božstvo římského pantheonu. Toto císařovo rozhodnutí bylo oznámeno všem obyvatelům říše, civilistům i vojákům, na východě i na západě. Všichni lidé měli od nynějška věřit v jediného boha, aniž by přitom zavrhli svá vlastní božstva. Střediskem kultu byl nový, bohatě vyzdobený chrám, postavený v Římě z finančních prostředků získaných z kořisti z války proti Palmýře. Ačkoliv se Aurelianus vyhýbal pronásledování stoupenců jiných náboženství, během svého krátkého panování se přesto snažil prosazovat princip „jeden bůh, jedna říše“, který si o několik desetiletí později přivlastnil Konstantin I. Filozof Lactantius dokonce tvrdil, že kdyby bylo Aurelianovi dáno více času, zřejmě by postavil mimo zákon všechny ostatní bohy. Na některých mincích se objevuje Aurelianův titul deus et dominus natus („bůh a přirozený pán“), který jen v nepatrně pozměněné formě přejal Diocletianus.

### Felicissimovo povstání a mincovní reforma
Vedle mnoha uzurpací a válek spadá do období Aurelianovy vlády také povstání razičů mincí (v roce 271 nebo 274). To vypuklo, když se vysoký finanční úředník (rationalis) Felicissimus, jenž byl zodpovědný za ražbu mincí, vzbouřil proti Aurelianovi. Revolta byla zřejmě důsledkem skutečnosti, že dělníci v mincovnách, včetně jejich představeného Felicissima, byli podezřelí ze zpronevěry stříbra a z produkování méně hodnotných mincí. Aurelianus usiloval o vymýcení těchto nešvarů a předvolal Felicissima k soudu. Nato ale Felicissimus podnítil vzpouru, jež se i přes jeho brzkou smrt či popravu rychle rozšířila ulicemi neklidného hlavního města. Tato nespokojenost měla celou řadu příčin: okupace Egypta Palmyřany vedla k omezení přísunu obilí do „věčného města“, což podlomilo autoritu císaře v očích prostého lidu. Povstání rovněž získalo podporu řady senátorů, pravděpodobně především těch, kteří prosazovali volbu Quintilla, což z nich činilo potenciální oběti Aurelianovy pomsty. Aurelianus však zachoval chladnou hlavu. Městským kohortám doplněným o některé jednotky pravidelného vojska nařídil zaútočit proti vzbouřenému davu. Bitva, svedená na pahorku Caeliu, vyústila v krvavý masakr povstalců, v němž podle některých (zřejmě značně nadsazených) údajů zahynulo kolem 7000 lidí. Mnoho rebelů bylo popraveno, taktéž někteří senátoři byli odsouzeni k smrti.
V důsledku tohoto povstání byla mincovna v Římě následně dočasně uzavřena a současně bylo zřízeno několik mincoven v různých částech impéria. Aurelianova mincovní reforma zahrnovala také zavedení antoniniánu, obsahujícího pouze 5 % stříbra (reformovaný antoninianus obsahoval kolem 5 % stříbra, oproti mincím ražených za Claudia II. Gothica – kolem 2 % stříbra – nebo konce vlády císaře Galliena – mezi 1 a 2 % stříbra). Na těchto mincích bylo vyryto označení (vhodněji – vyraženo) XXI, což znamenalo, že dvacet takových mincí se obsahem stříbra vyrovnalo jednomu starému denáru. (XXI nebylo raženo ve všech mincovnách a ve všech emisích. Např. mincovna v Lugdunu tuto značku nikdy nerazila. Některé emise např. z římské mincovny tuto značku také neuvádějí. Některé mincovny na místo XXI uváděly její řecký ekvivalent, tj. KA – např. Serdica, Tripolis. Teorie, že se 20 takových mincí rovnalo jednomu starému denáru či bylo svým obsahem stříbra rovno jedné stříbrné minci, je pouze jeden z možných výkladů této značky. Další možnou interpretací je, že 20 takových mincí bylo rovno jednomu aureu, tj. zlaté minci. Jiné teorie hovoří o možnosti, že se jedna taková mince rovnala 20 sesterciím či 20 asům atd. – viz např.: RIC; MIR; Pink Karel: Der Aufbau der römischen Münzprägung in der Kaiserzeit; La ripostiglio della venera; Klaus-Peter Johne, Udo Hartmann, Thomas Gerhardt: Die Zeit der Soldatenkaiser: Krise und Transformation des Römischen Reiches im 3. Jahrhundert n. Chr. (235–284) atd.) Dále byla zavedena rovněž nová, kvalitní zlatá mince. Těmito opatřeními Aurelianus zkrotil inflaci, čímž byla posílena důvěra občanů v hodnotu mincí a oživena peněžní směna.[zdroj⁠?!]

## Smrt
V roce 275 se Aurelianus vypravil do Malé Asie, kde se hodlal věnovat přípravám na tažení proti Sásánovcům. Ještě předtím však Aurelianus musel v Galii potlačit vzpouru Faustina – pravděpodobně někdejšího Tetrikova důstojníka. Císař byl dále nucen odrazit nájezd barbarů na horním Dunaji. Rychle po sobě jdoucí úmrtí velkokrálů Šápúra I. (272) a Hormizda I. (273) a nástup slabého Bahráma I. vytvořily příznivou situaci k zahájení ofenzívy proti perské říši. Do Persie ale Aurelianus nikdy nedorazil, neboť byl zavražděn, když se v Thrákii (v dnešní evropské části Turecka) chystal přejít do Asie.
Jako administrátor postupoval Aurelianus se značnou přísností, přičemž neváhal vystavit tvrdým trestům zkorumpované úředníky a vojáky. Aurelianův tajemník, nazývaný Zósimem Eros, prý císaři v nějaké drobné záležitosti zalhal. Ze strachu z potrestání padělal tento tajemník dokument se soupisem jmen vysokých státních úředníků určených císařem k popravě, jejž poté ukázal notariu Mucaporovi. Ten spolu s jinými vysoce postavenými důstojníky pretoriánské gardy v září roku 275 Aureliana zavraždil ve městě Caenophrurium. Aurelianovi nepřátelé v senátu ihned prokleli císařovu památku přijetím damnatio memoriae, které však bylo ještě před skončením roku odvoláno. Aurelianus tak byl stejně jako většina ostatních císařů prohlášen za boha – Divus Aurelianus. Ulpia Severina, Aurelianova manželka a od roku 274 také augusta, prý během krátkého období do nástupu Marca Claudia Tacita fakticky vykonávala funkci římského císaře.